# الدار محمودوف
الدار محمودوف (ترکی آذربایجانی: Eldar Mahmudov Əhməd oğlu؛ زادهٔ ۱ ژانویهٔ ۱۹۵۶) سیاست‌مدار اهل جمهوری آذربایجان است.
وی همچنین برندهٔ جوایزی همچون نشان پرچم آذربایجان شده‌است.